# Schloss Blumenthal (Vaals)

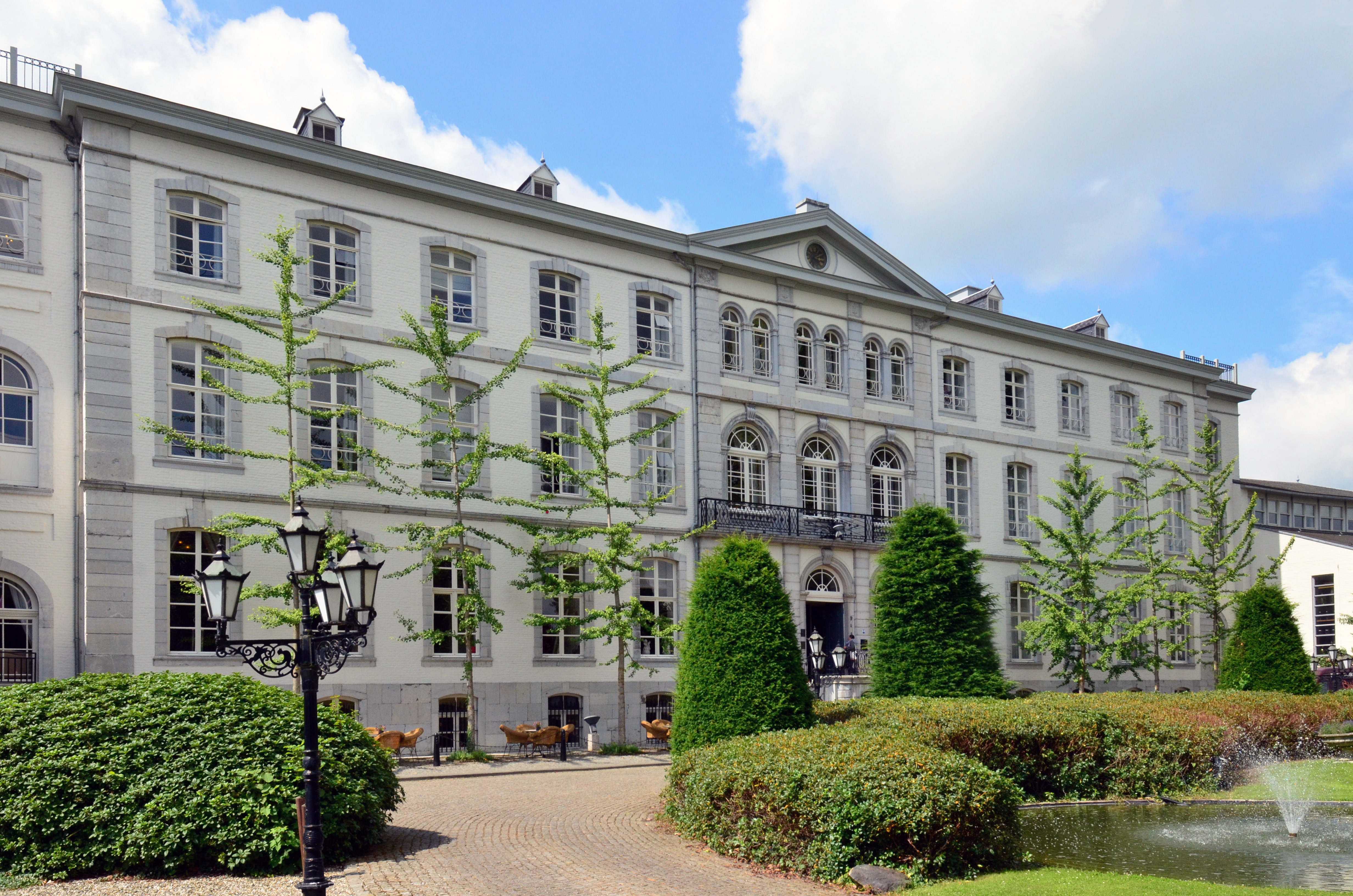
Schloss Blumenthal, Ansicht von Osten

Schloss Blumenthal (auch Schloss Bloemendal, niederländisch Kasteel Bloemendal) ist ein palastartiges Herrenhaus am westlichen Rand des Zentrums von Vaals. Ende des 18. Jahrhunderts als privater Wohnsitz errichtet, wurde es Mitte des 19. Jahrhunderts ein Nonnenkloster und Internat, das bis in die 1970er Jahre bestand. Seit 1992 wird die Anlage als Hotel geführt. Das Schloss liegt 500 Meter von der deutschen Grenze entfernt an der Bloemendalstraat, einer Parallelstraße zur Maastrichterlaan, der Hauptdurchgangsstraße in Vaals. Eine Innenbesichtigung ist wegen des Hotelbetriebes nicht möglich, aber Schlosspark und -garten sind für die Öffentlichkeit zugänglich.

## Geschichte

### Wohnsitz Blumenthal

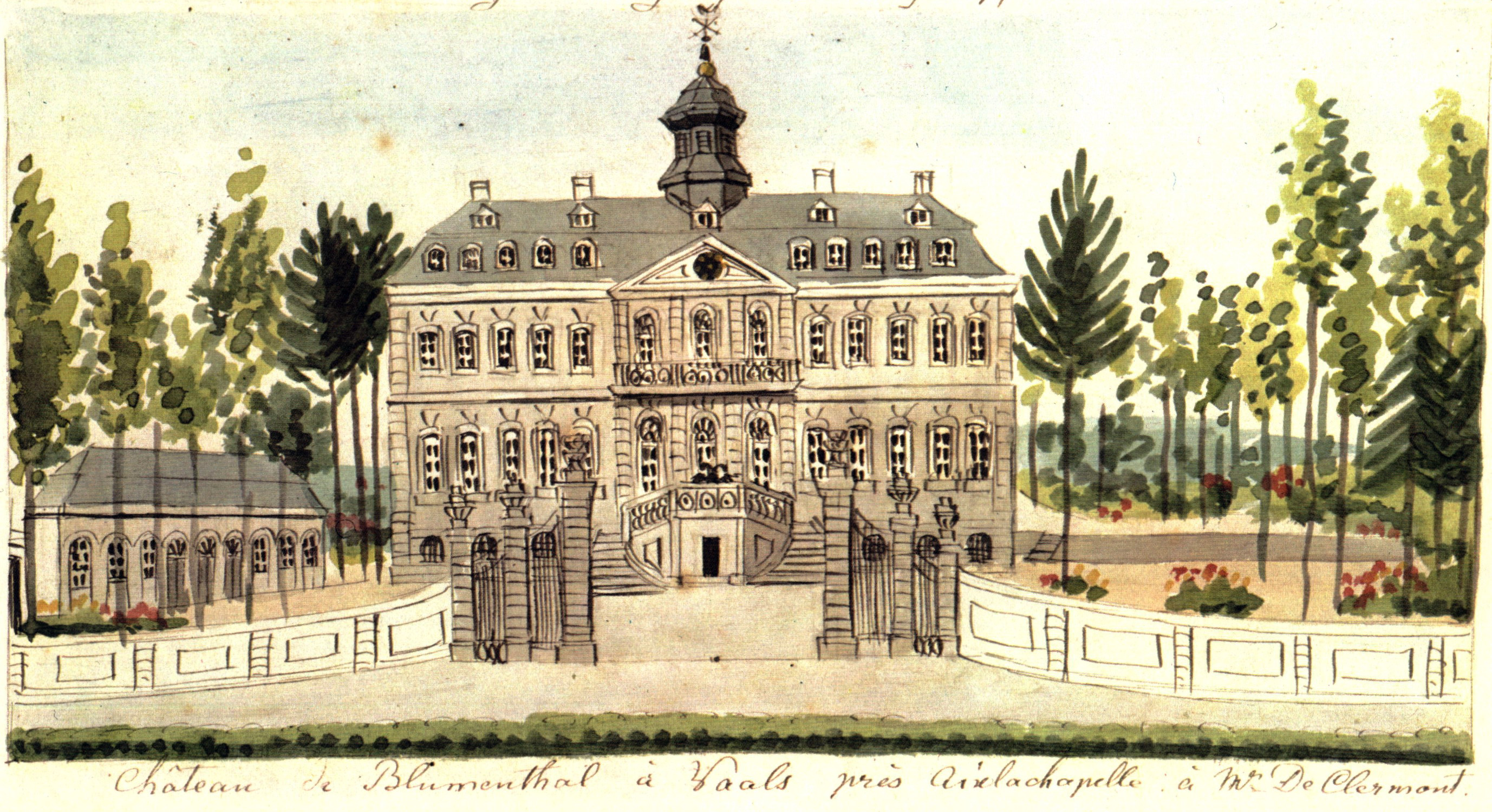
Schloss Blumenthal vor den Umbauten des 19. Jahrhunderts; Aquarell von Philippus van Gulpen

In der Blütezeit seines Schaffens ließ der Aachener Textilfabrikant Johann Arnold von Clermont, der sich seit 1761 in Vaals auf Schloss Vaalsbroek niedergelassen hatte, ab 1791 ein prunkvolles Wohnhaus gegenüber seiner Weberei im damaligen "Lugenthal" erbauen. Die Pläne dafür lieferte der in Aachen lebende Mailänder Architekten und Baumeister Joseph Moretti, der für Clermont bereits seit vielen Jahren tätig war. Er bediente sich dabei des damals beliebten frühklassizistischen Louis-seize-Stils.
Im August 1795 zog Clermont mit seiner Familie in das bis dahin halbfertige Gebäude ein, erlebte aber dessen Fertigstellung nicht mehr, weil er im Dezember 1795 starb. Unter seinem Sohn Johann Adam wurde der Bau beendet. Das Haus war danach ein rechteckiger Kubus mit Mansarddach und kleinem Turm als Bekrönung über dem Festsaal auf der Rückseite des Gebäudes. Die Baukosten sollen 160.000 Aachener Reichstaler betragen haben. Die Familie empfing dort 1805 die französische Kaiserin Joséphine de Beauharnais, Ehefrau Napoleons, mit ihrer Tochter Hortense. Napoleons Schwester Pauline trug sich 1811 sogar mit dem Gedanken, das Anwesen zu kaufen, aber dazu kam es nicht.
Aufgrund der Folgen der Kontribution, der Abschaffung der Zollgrenzen durch Preußen ab 1815 und der nachlassenden Aufträge für die Tuchindustrie konnte die Familie Clermont das Anwesen nicht mehr halten. Nach Johann Adams Tod 1826 sollte es verkauft werden, aber es fand sich kein Interessent. Das Herrenhaus stand mehrere Jahre leer, ehe es am 14. September 1846 mit etwa 1800 Ruten Land für 35.000 Francs an den Aachener Stadtrat Johann Wilhelm von Lommessem, Sohn des Landrates Gerhard von Lommessem und Enkel des Maires Johann Wilhelm Gottfried von Lommessem, verkauft wurde.

### Nonnenkloster und Internat
Bereits kurz nach dessen Erwerb erhielt von Lommessem die Genehmigung des niederländischen Königs Wilhelm II., das Schloss dem katholischen Schwesternorden vom Heiligen Herzen Jesu (französisch Dames du Sacré-Cœur de Jesus) zu überlassen, um dort ein Nonnenkloster mit angeschlossenem Pensionat für Töchter adeliger und betuchter Familien einzurichten. Lommessems Töchter Anna, eine Freundin von Clara Fey, und Caroline zählten zu den Mitbegründerinnen dieses Klosters, denn sie waren selbst Mitglied des Ordens. Am 8. Februar 1848 zogen die ersten Nonnen ein, die Einsegnung des Schlosses erfolgte im März. Das Mädchenpensionat, zu dessen bekanntesten Internatsschülerinnen Rose Kennedy, die Mutter des amerikanischen Präsidenten John F. Kennedy, zählte, wurde zwei Monate später am 17. Mai 1848 offiziell eröffnet. Für das Kloster und das Internat wurde Schloss Blumenthal um zwei lange Seitenflügel ergänzt. Das Herrenhaus erhielt ein zusätzliches Geschoss, das von einem flachen Walmdach abgeschlossen wurde. Im Inneren wurde ein Großteil der Clermont’schen Einrichtungen maßgeblich verändert oder ging verloren. So wurde zum Beispiel der Festsaal zur Kapelle umgebaut (Einsegnung am 2. Juni 1848) sowie die Adam- und Eva-Statuen an seinem Eingang durch Maria- und Josef-Figuren ersetzt. Auch der Außenbereich wurde durch die Nonnen verändert. Um das Kloster von der Außenwelt abzuriegeln, ließen die Schwestern es mit einer mannshohen Mauer umgeben. Zeitgleich mit dem Bau des Südostflügels wurde der schon in der ersten Hälfte des 19. Jahrhunderts im Eingangsbereich angelegte Landschaftsgarten nach Südosten erweitert. Heute ist dieser Teil ein öffentlicher Park. Im Gartenbereich auf der Rückseite des Schlosses blieben die Veränderungen auf das Anpflanzen von einigen Solitärbäumen beschränkt.
1855 erfolgte die Grundsteinlegung einer neuen Kapelle, die 1859 der „Mutter der sieben Schmerzen“ geweiht und durch den Aachener Baumeister Schmalbach errichtet wurde. Sie war im neugotischen Stil gehalten und stand im rechten Winkel zum nordwestlichen Seitenflügel an dessen Ende. An die Kapelle angrenzend lag im Nordwesttrakt ein Oratorium mit stuckierter neogotischer Kassettendecke. Im Jahr 1862 brach im Hauptgebäude ein Feuer aus, das besonders die alte Kapelle und den Kreuzweg beschädigte, weshalb noch vor 1865 ein neuer Kreuzweg gebaut wurde.
Während der deutschen Besatzungszeit im Zweiten Weltkrieg wurde das Kloster von 1940 bis 1944 zu einem Lazarett mit 350 Betten umfunktioniert. Erst 1947 konnte der Internats- und Schulbetrieb wieder aufgenommen werden. Die ab 1970 immer stärker zurückgehenden Zahlen an Schülerinnen ließen aber keinen ordnungsgemäßen Schulbetrieb mehr zu, und so wurde das Kloster 1976 aufgegeben und 1978 für 2,5 Millionen Gulden an die Gemeinde Vaals verkauft.

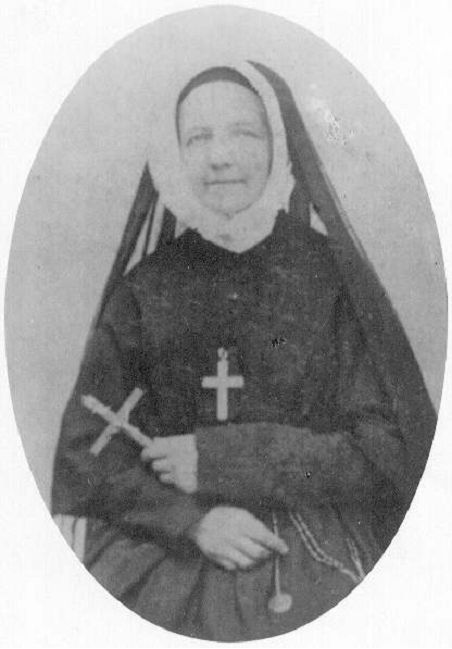
Anna von Lommessem, Mitbegründerin
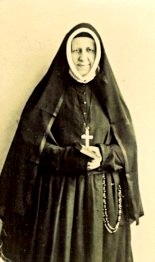
Auguste von Sartorius, Oberin 1861–1881
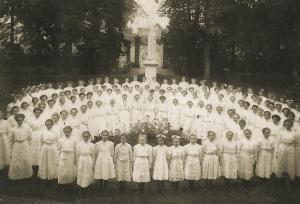
Schülerinnen aus Blumenthal
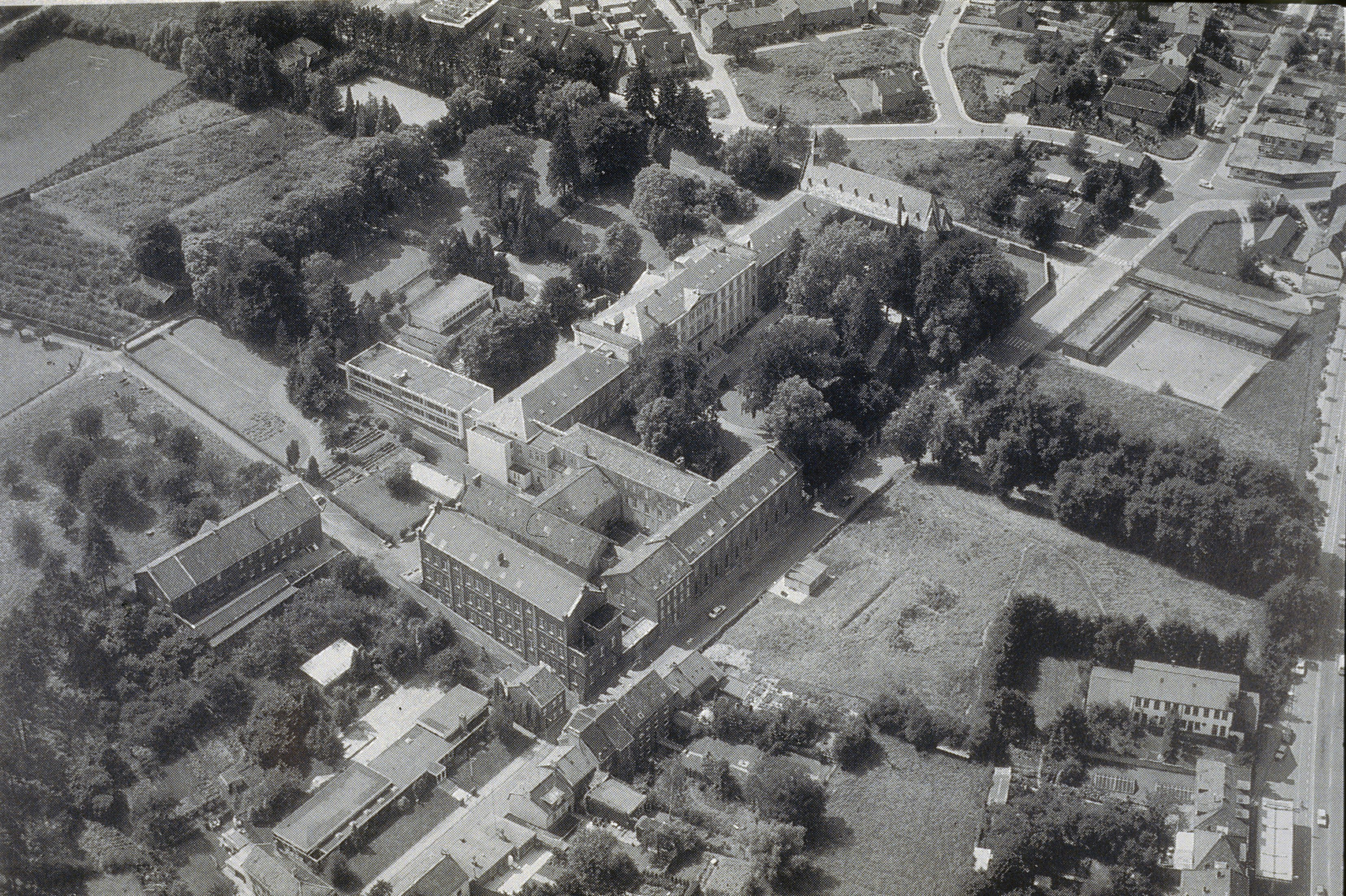
Luftbild aus der Klosterzeit
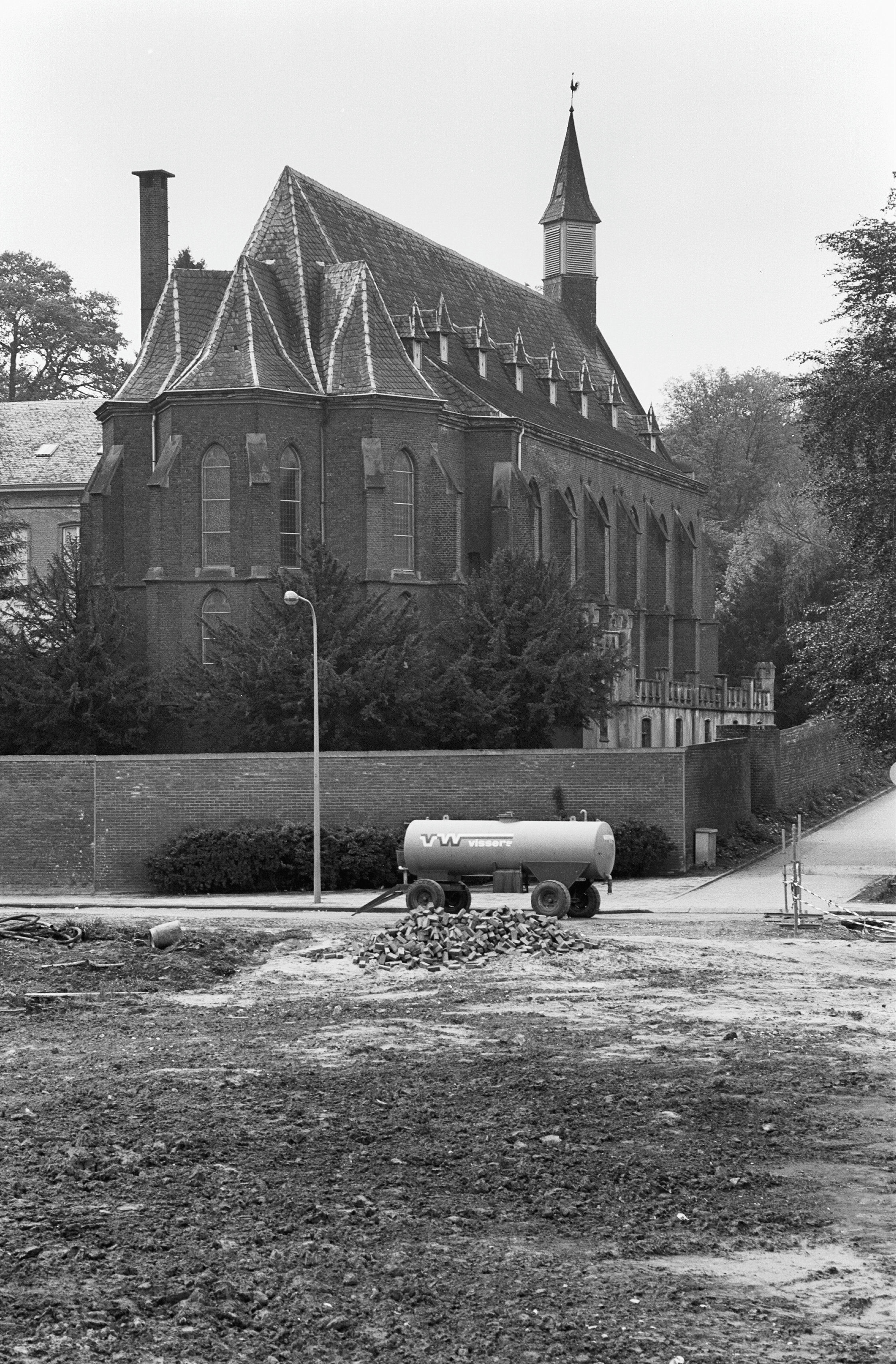
Ehemalige Klosterkapelle
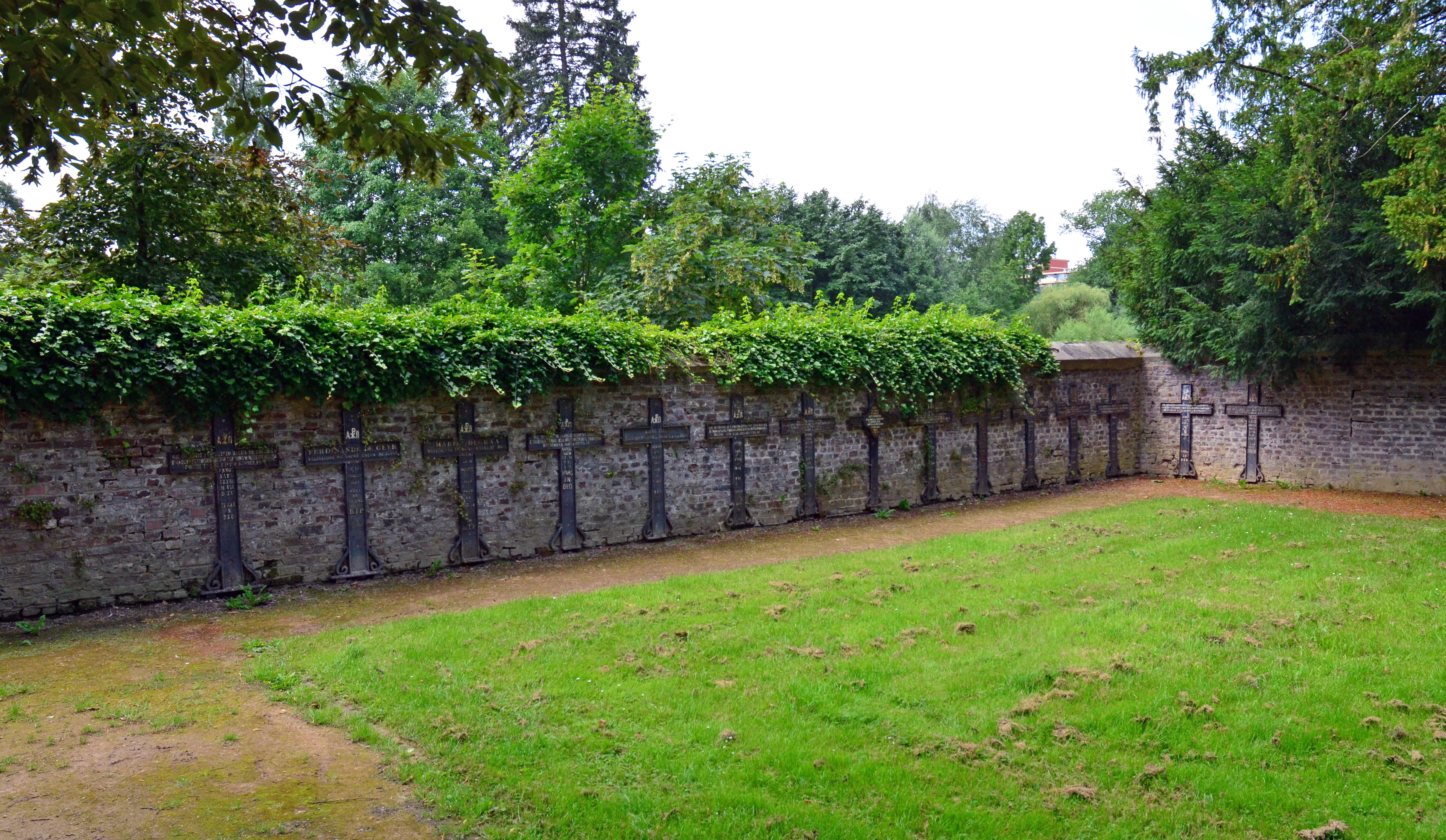
Klosterfriedhof
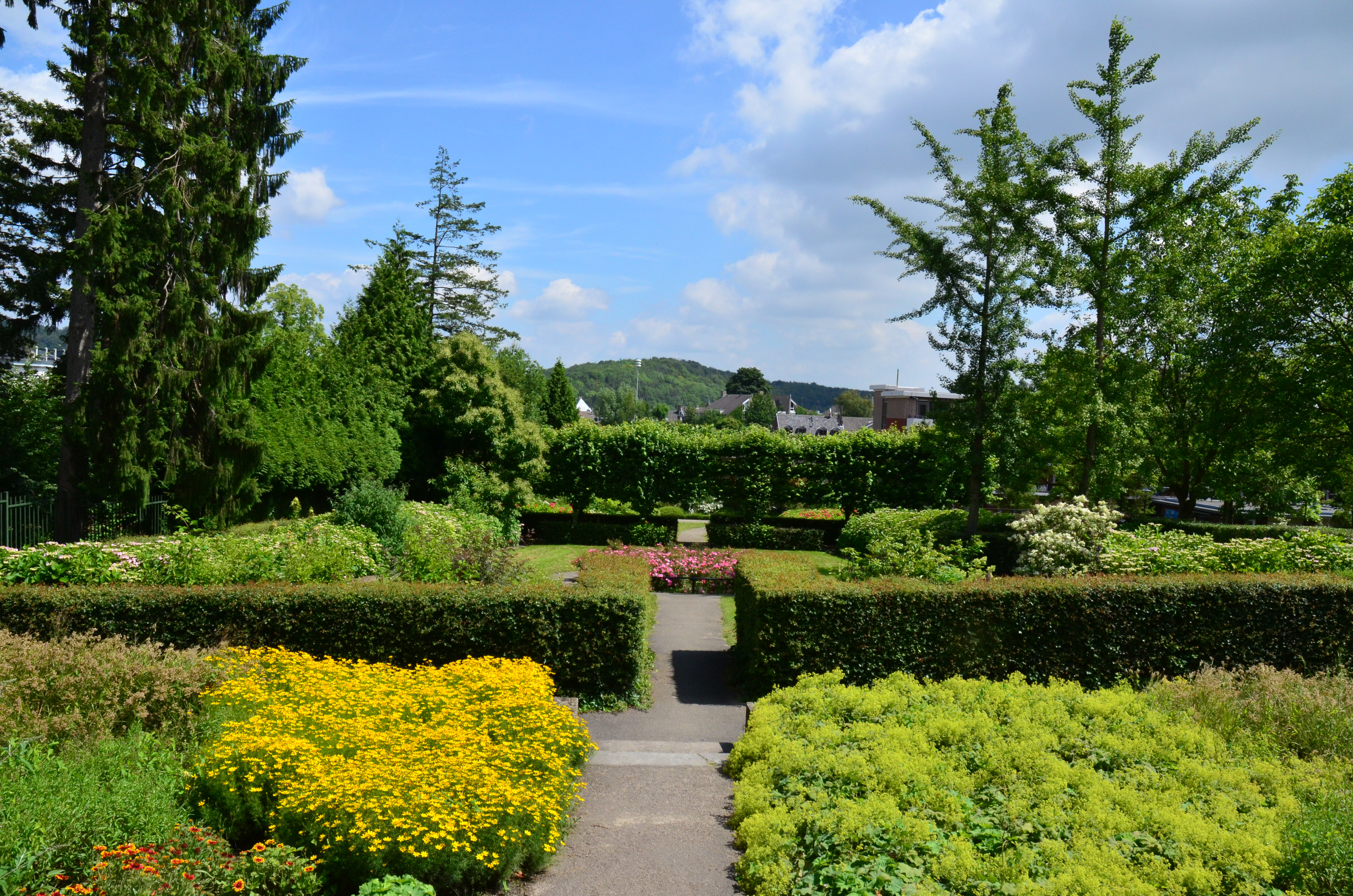
Klostergarten

### Hotel
Nach längerer Zeit der Ungewissheit übernahm schließlich im November 1990 der Van-der-Valk-Konzern die leerstehende Anlage, um darin einen Hotelbetrieb einzurichten. Der symbolische Verkaufspreis lag bei einem Gulden. Für die geplante Nutzung mussten zahlreiche Umbauten vorgenommen werden. Dabei wurden die beiden Seitenflügel sowie die Klosterkapelle aus dem 19. Jahrhundert abgerissen. Anstatt dessen wurden zwei neue Trakte mit leicht gebogenem Grundriss errichtet. Sie sind sowohl in Größe und Aussehen als auch bezüglich der Baumaterialien dem bestehenden Herrenhaus in der Mitte des Komplexes angepasst. Die Kosten dafür betrugen 12,25 Millionen Gulden, die von der Hotelkette, der Provinz Limburg, vom Rijksdienst voor de Monumentenzorg und der Gemeinde getragen wurden. Nach rund zwei Jahren Umbauzeit wurde das Hotel am 19. Dezember 1992 eröffnet. In den Jahren 2003 und 2004 erfolgten umfangreiche Renovierungen des Schlosses, dass heute nicht nur Hotel, sondern auch ein Veranstaltungsort für Fortbildungen, Betriebsfeste, Hochzeiten und Festlichkeiten der gehobenen Art ist.

## Beschreibung

### Toranlage

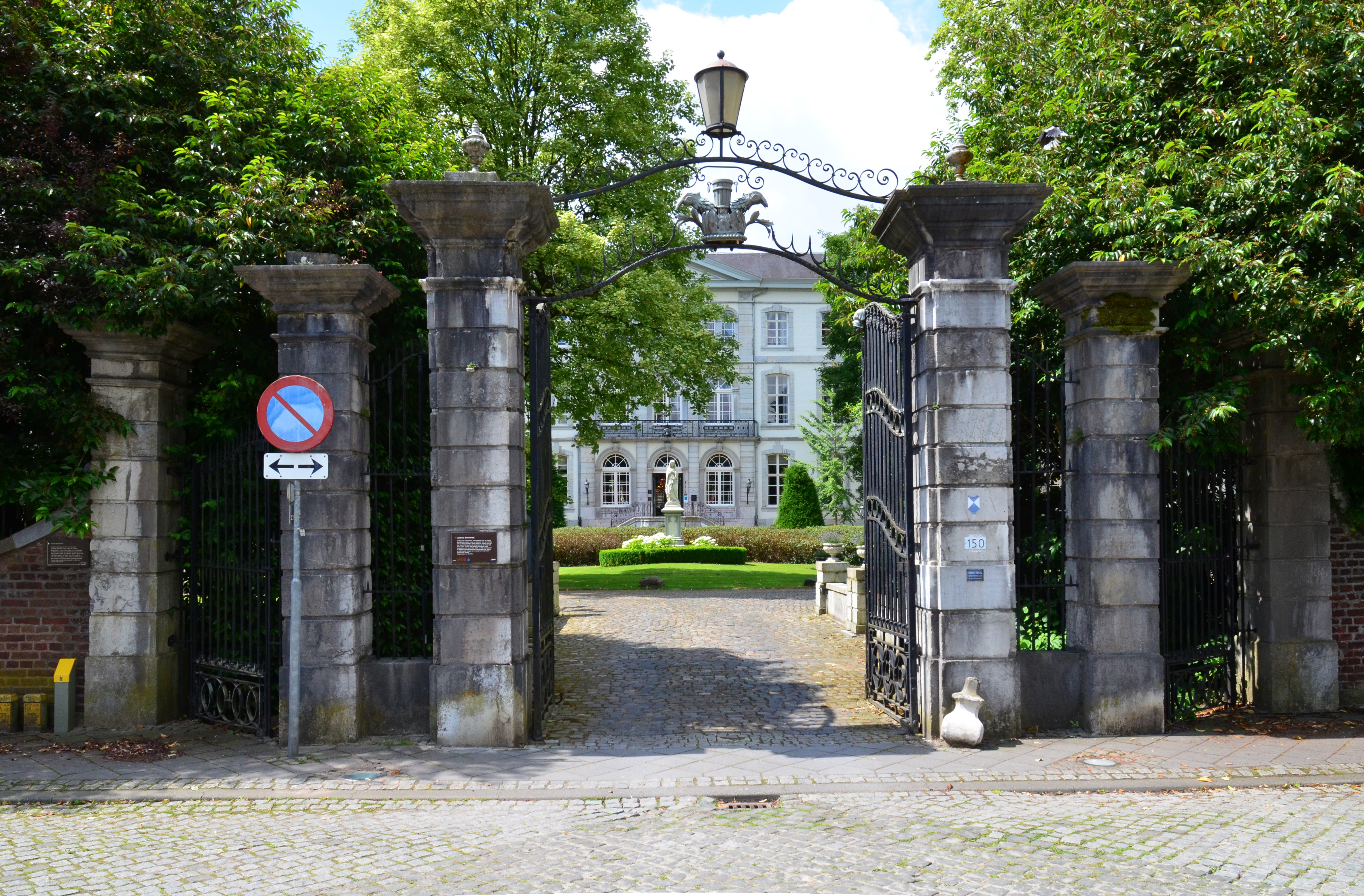
Haupttor an der Nordost-Seite

Das etwa 2,5 Hektar große Schlossareal ist an drei Seiten von einer Backsteinmauer umgeben, die an der Straßenseite im Nordosten aus dem 18. Jahrhundert stammt und 1848 um die Abschnitte an den beiden anderen Seiten verlängert wurde. Die straßenseitige Mauer besitzt ein Gesims aus Blaustein und ist durch Blausteinpfeiler in Abschnitte unterteilt. Bekrönt ist sie von einem niedrigen Staketenzaun.
Der Zugang erfolgt durch eine Toranlage aus dem späten 18. Jahrhundert in der Mitte der Nordost-Seite, auf die eine mit Ulmen bepflanzte geradlinige Allee zuführt. Ihr großes Mitteltor aus Schmiedeeisen wird von zwei Pfeilern aus Namurer Blaustein flankiert. Früher wurden diese Pfeiler von Vasen bekrönt. Zu beiden Seiten finden sich schmale Nebentore, die vermutlich erst um 1850 dort installiert wurden. Das große Mitteltor besitzt zwei schmiedeeiserne Aufsätze in Bogenform. Während der obere in der Mitte eine Laterne trägt, ist der untere von kleinen Dreizacken besetzt und zeigt mittig das Emblems des Ordens vom Heiligen Herzen Jesu.
Direkt hinter dem Tor stand früher eine Brücke über den dortigen Wassergraben, der parallel zur Straße verlief. Nachdem er um 1850 oder in der zweiten Hälfte des 19. Jahrhunderts verfüllt worden war, wurde die Brücke überflüssig. Ihre Brüstung existiert aber noch heute.

### Herrenhaus

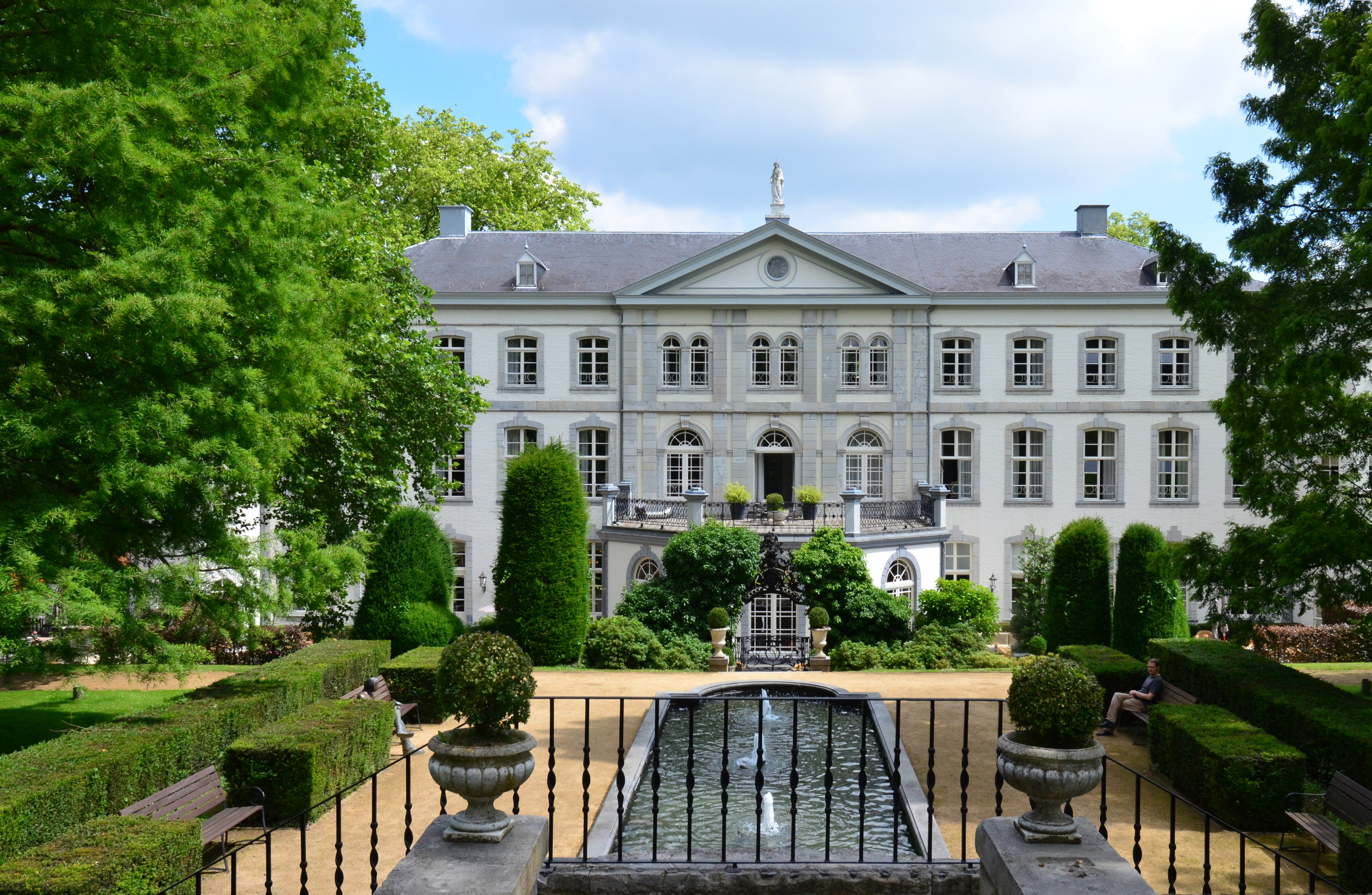
Schloss Blumenthal, Rückseite

Das Herrenhaus ist ein breiter 13-achsiger Backsteinbau im Stil des Louis-seize. Seine drei Geschosse erheben sich auf einem hohen Sockelgeschoss. Ihm schließen sich nach Nordwesten und Südosten zwei niedrigere, zweigeschossige Flügelbauten mit Segmentbogenfenstern an, in denen Hotelzimmer und Serviceräume des Hotels liegen. Sein flaches Walmdach ist mit Schiefer gedeckt und wurde 1991 restauriert. Das Mauerwerk des Herrenhauses und der Seitenflügel ist weiß getüncht, lediglich die Flächen der beiden dekorativen Mittelrisalite an den Längsseiten sind verputzt und gelb gestrichen. Für Gesimse, Lisenen, Fenster- und Türeinfassungen sowie andere dekorative Elemente kam Namurer Blaustein zum Einsatz.
Die Risalite nehmen die mittleren drei Achsen auf und sind von einem klassizistischen Dreiecksgiebel mit Uhr abgeschlossen. Im obersten Geschoss sind ihre Achsen durch Paare von neoklassizistischen Rundbogenfenstern markiert. An der nordwestlichen Eingangsfassade liegt in der Mitte des Risalits in dessen Erdgeschoss das doppelflügelige Hauptportal. Zu ihm führt eine repräsentative, zweiläufige Freitreppe mit schmiedeeisernem Geländer im Louis-seize-Stil hinauf. Im ersten Geschoss findet sich an dieser Seite ein Balkon mit gleichartiger, schmiedeeiserner Gitterbrüstung. Dem Erdgeschoss des rückwärtigen Mittelrisalits ist ein fünfseitiger Anbau aus der Mitte des 19. Jahrhunderts vorgesetzt. Er besitzt Ecklisenen und große Rundbogenfenster. Sein Dach wird als Terrasse genutzt, deren schmiedeeiserne Brüstung zwischen niedrigen Viereckspfeilern angebracht ist.
Die Innenräume des Herrenhauses wurden im Laufe der Geschichte zweimal grundlegend verändert: zum ersten Mal, als aus dem Schloss ein Kloster wurde, ein zweites Mal beim Umbau zum Hotel. Der einstige Festsaal ist mittlerweile eine luxuriöse Hochzeitssuite, die in Erinnerung an die bekannteste Internatsschülerin Blumenthals Rose-Kennedy-Suite genannt wird. Das heutige Aussehen des Vestibüls ist hingegen das Resultat einer Restaurierung nach Vorbildern aus der Zeit nach dem Brand im Jahr 1862.

### Schlosspark und -garten

Schematischer Lageplan der Schlossanlage

Innerhalb des Schlossareals steigt das Gelände von der Straßenseite kommend gleichmäßig an. Der vordere, niedriger gelegene Teil wird durch den als Landschaftsgarten gestalteten Schlosspark eingenommen. Seine Ausmaße betragen aber nur ein Bruchteil seiner früheren Größe. Heute nimmt er den Bereich vor dem Schloss und an dessen Seiten ein. Früher erstreckte er sich auch auf ein großes Gebiet südöstlich des Schlosses. Dieser Bereich ist heute größtenteils ein öffentlicher Park und zu einem geringen Teil modern überbaut. Der Landschaftsgarten auf der Vorderseite wurde im 19. Jahrhundert angelegt. Aus jener Zeit stammen –  neben den beiden runden Wasserbassins mit Fontänen  – noch einige Baumgruppen und Solitärbäume wie alte Buchen, Ahorne und Kastanien. Zwischen den Wasserbecken steht eine Marienstatue aus der zweiten Hälfte des 19. Jahrhunderts und erinnert an die Zeit der Anlage als Kloster. Sie ruht auf einem hohen quadratischen Sockel aus Sandstein und wurde dort durch die Klosterschwestern aufgestellt.
Der historisch wertvollere Teil liegt südwestlich hinter dem Herrenhaus und ist der Rest des im späten 18. Jahrhundert unter Johann Arnold von Clermont angelegten Terrassengartens. Die Entwürfe der drei formal gestalteten Ebenen mit Wasserbassins und Fontänen stammten vielleicht von Joseph Moretti. Blumenthals Garten ist eine der wenigen Anlagen in den Niederlanden – wenn nicht sogar die einzige –, deren grundlegende gestalterischen Elemente eines Terrassengartens erhalten geblieben sind, denn Veränderungen im 19. Jahrhundert blieben auf das Pflanzen von wenigen Solitärbäumen wie Buche, Eiche, Esche und Ahorn beschränkt. Die einzelnen Gartenebenen sind durch Treppenanlagen miteinander verbunden. Vom Schloss führt – in dessen Mittelachse liegend – eine monumentale, doppelläufige Ehrentreppe zur schmalen, ersten Terrasse. Die Stützmauern der Treppe sind aus Backstein, die Treppenstufen aus Namurer Blaustein. Auf der ersten Terrasse steht ein aufwändig gearbeitetes Gittertor zwischen skulptierten Torpfeilern aus Blaustein, auf denen früher Vasen standen. Das Tor stammt aus dem 18. Jahrhundert und ist von einem ovalen Schild aus Schmiedeeisen bekrönt, das zwei ineinander verschlungene C (für Clermont) zeigt. Direkt hinter ihm führt eine einfache zweite Treppe in der Mittelachse der Anlage zur höher gelegenen zweiten Gartenterrasse mit einem großen länglichen Wasserbassin und mehreren Fontänen. Das Becken nimmt fast die gesamte Länge dieser Ebene ein. An deren südwestlichen Ende steht – wieder in der Mittelachse liegend – eine weitere Treppenanlage. Ihre zwei Läufe führen zu einer Plattform, von der eine weitere, kurze Treppe zur obersten Gartenterrasse überleitet. Die Stützmauer der beiden Treppenläufe weist eine Nische auf, in der ein kleiner Brunnen integriert ist. Dieser wurde wahrscheinlich auch von Moretti entworfen. Am südwestlichen Ende der Mittelachse steht auf der obersten Terrasse direkt an der Gartenmauer in einer Nische auf einem Sockel eine Marienstatue aus der Zeit um 1900. Ihre Nische ist von einem Wimperg mit Fialen bekrönt, in dessen Giebelfeld sich eine Rosette befindet. Auf einem skulptierten Band stand früher ein Spruch, der heute aber nicht mehr erkennbar ist.

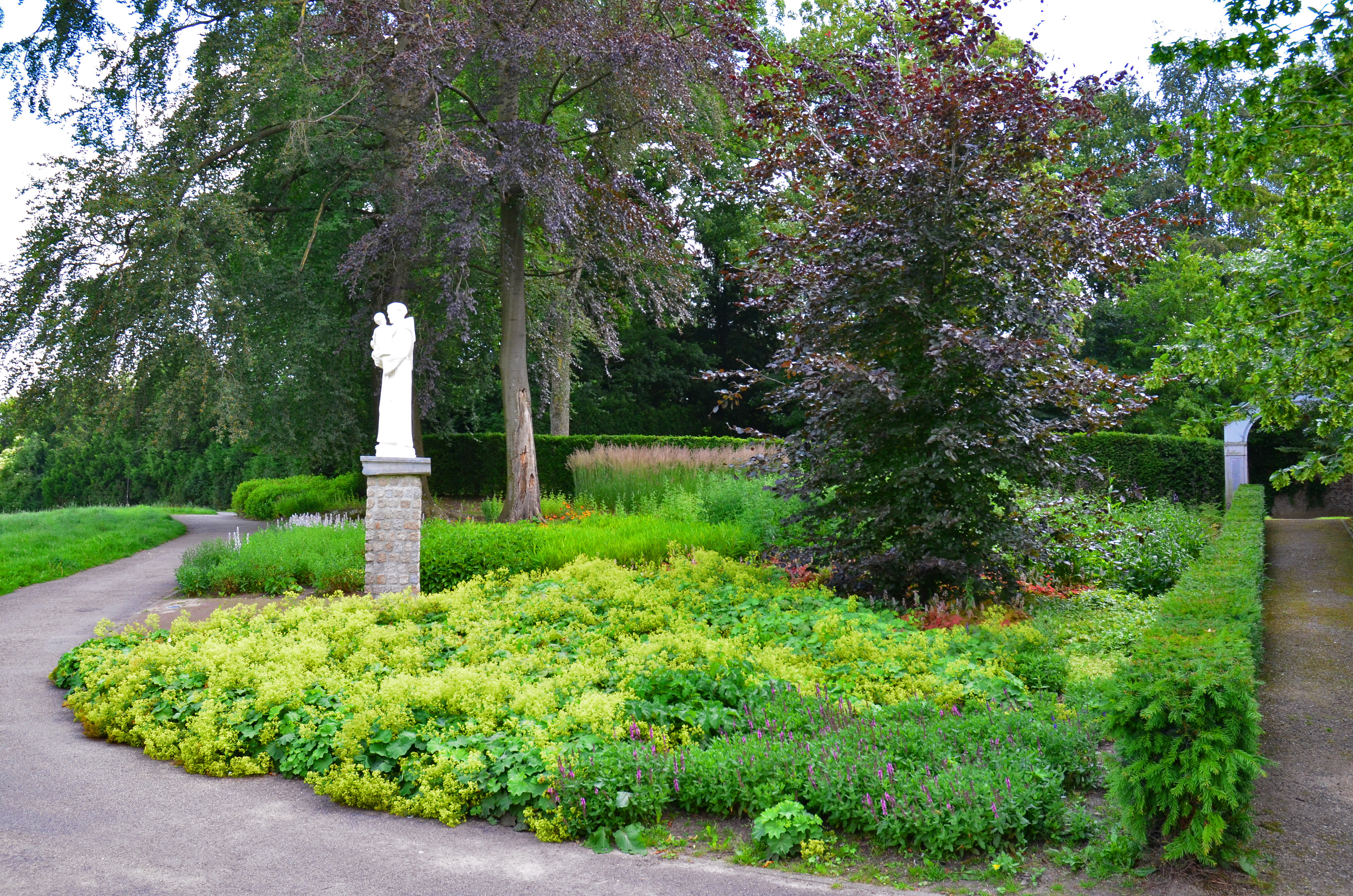
Landschaftsgarten, heute öffentlicher Park
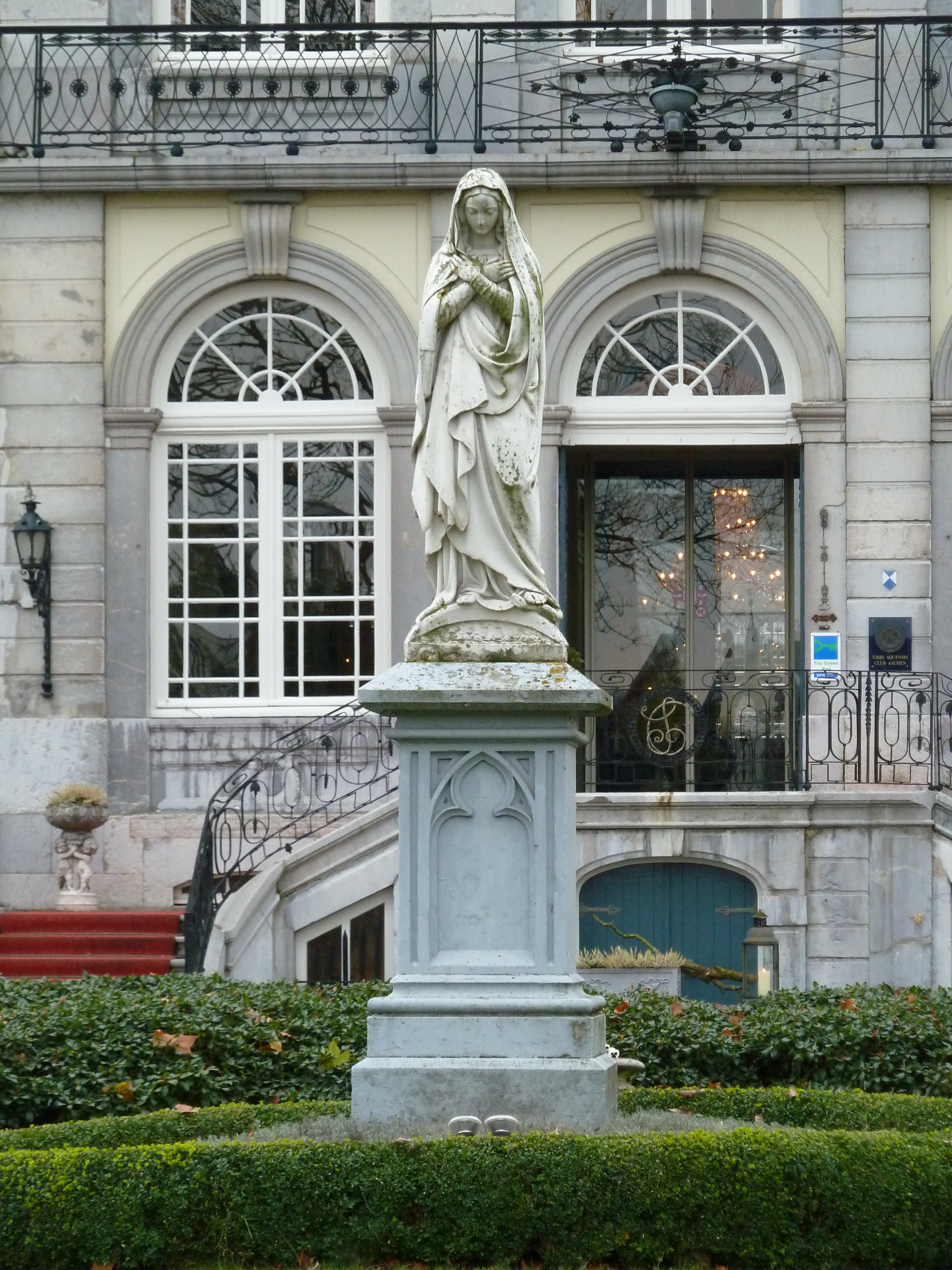
Marienstatue vor dem Schloss
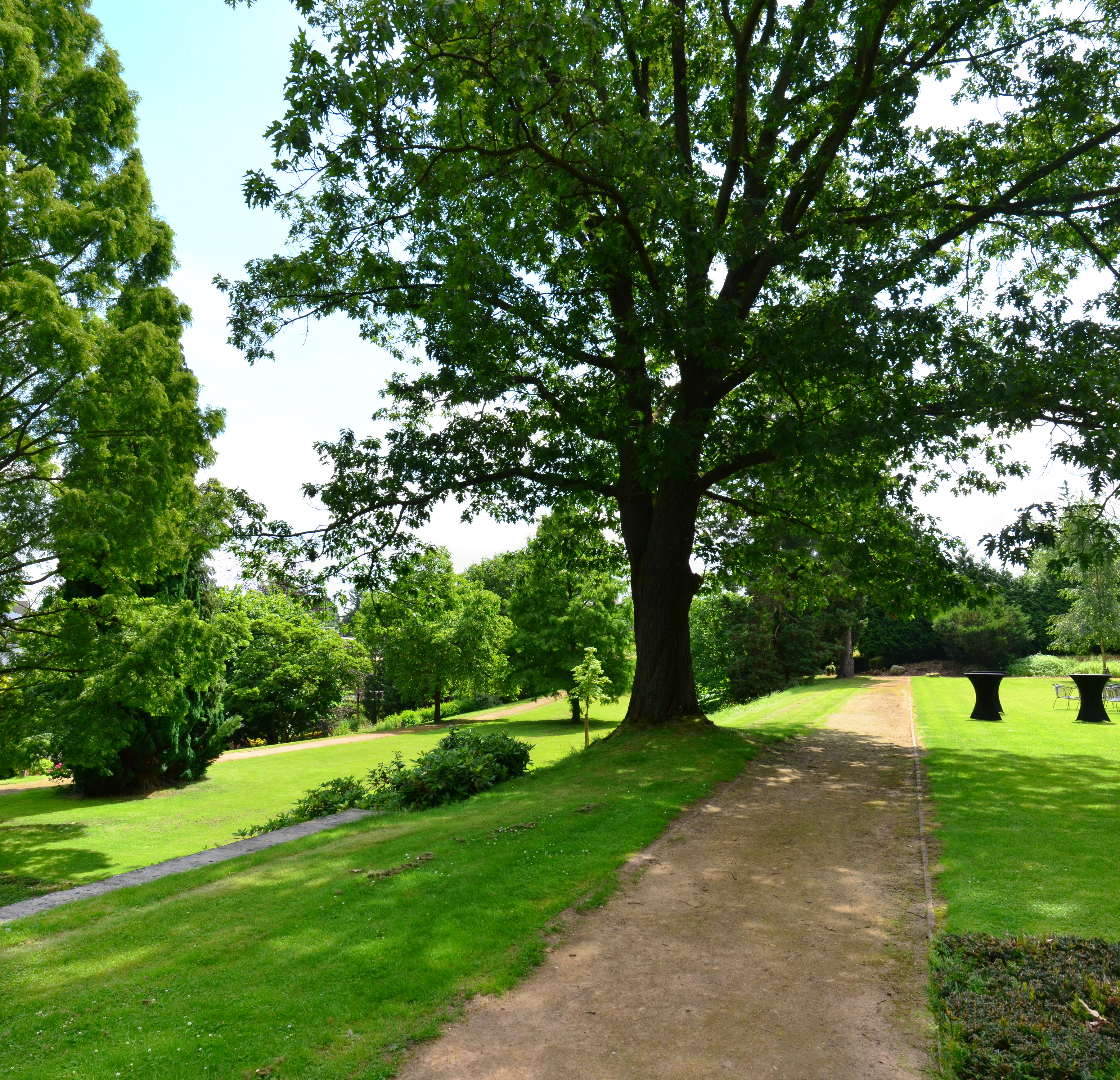
Terrassengarten
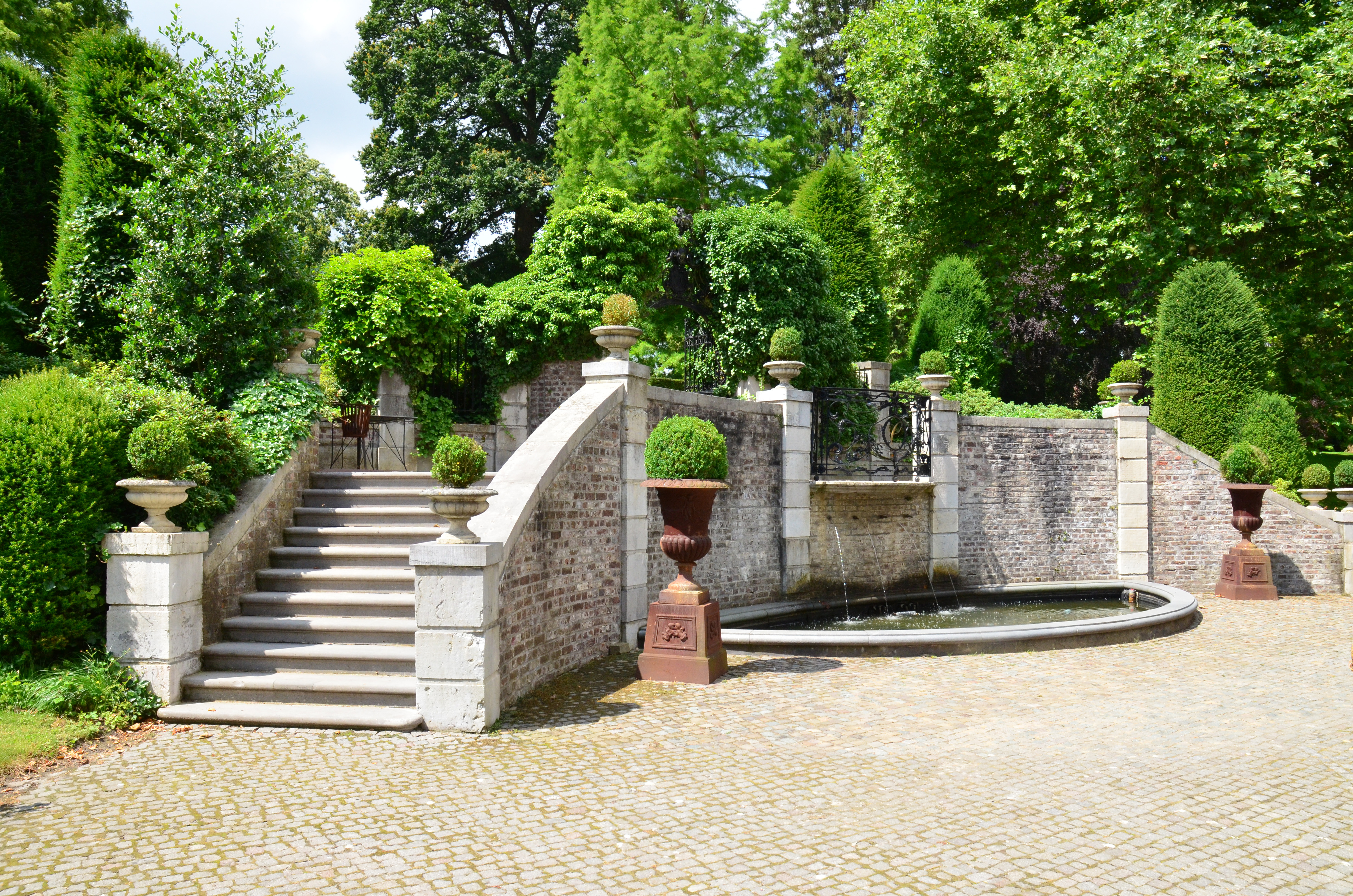
Doppelläufige untere Ehrentreppe
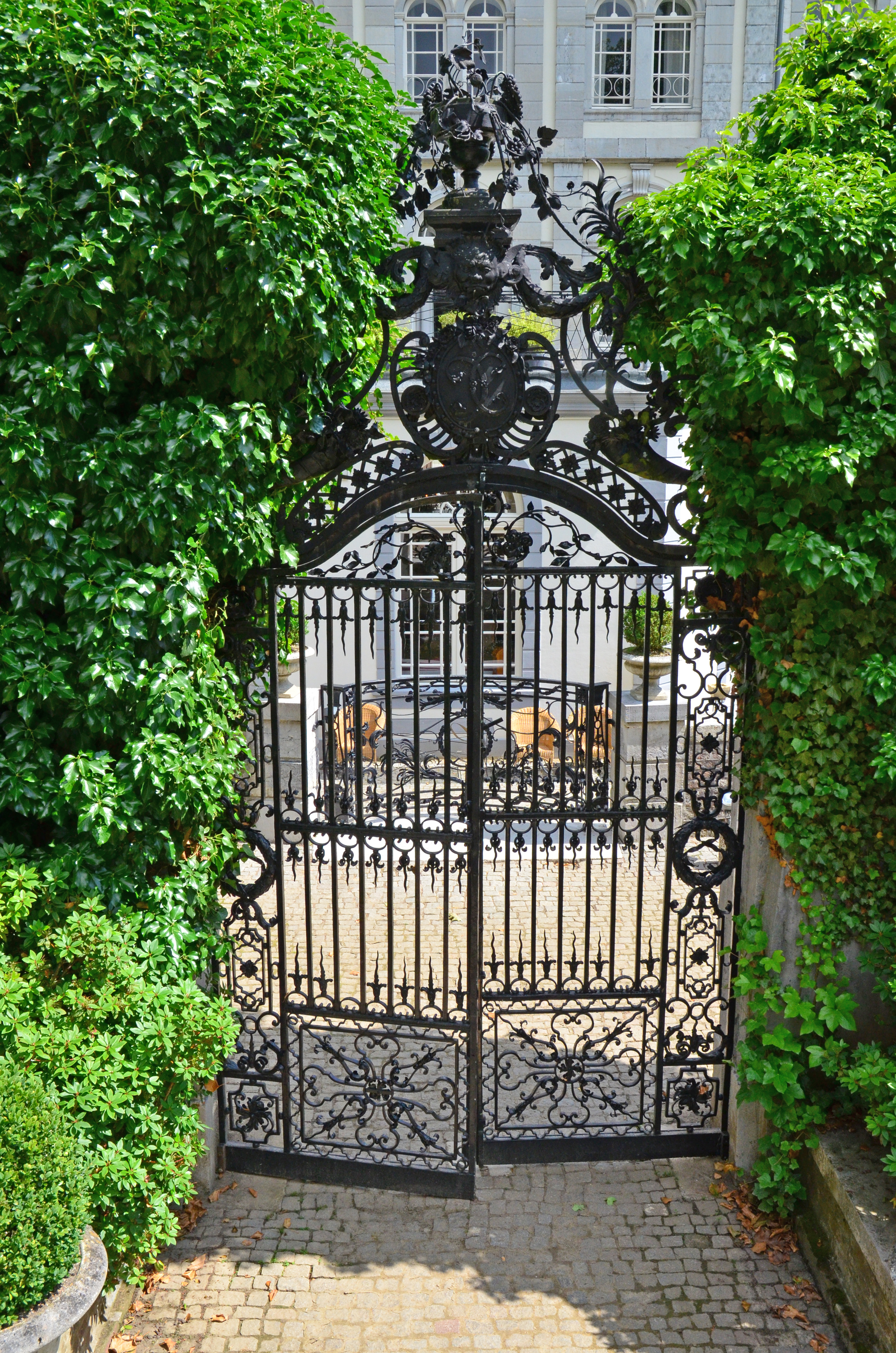
Gittertor
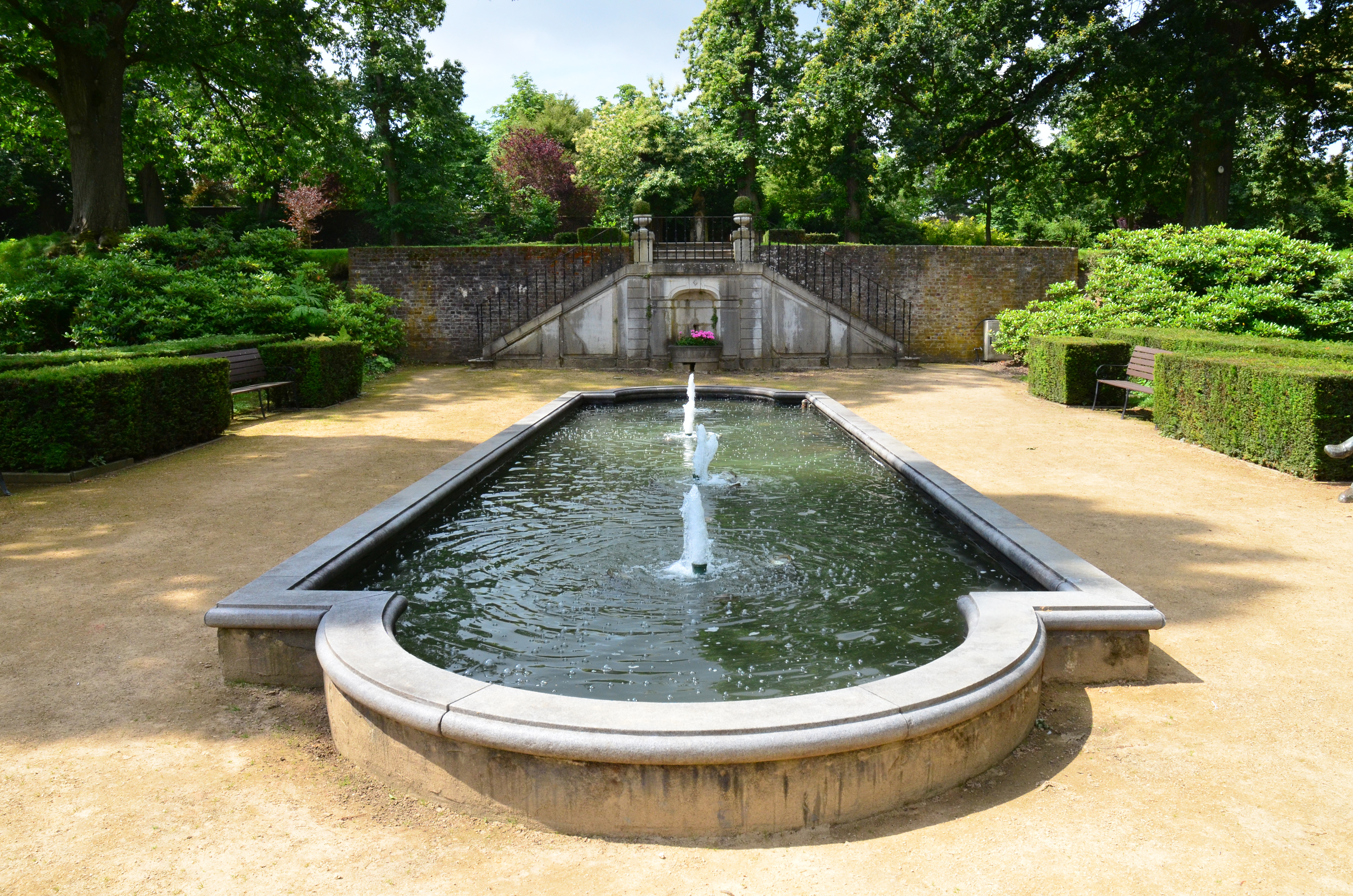
Wasserbassin und obere Treppe